# Равноденствие
| Даты и время солнцестояний и равноденствий по UTC-0 | Даты и время солнцестояний и равноденствий по UTC-0 | Даты и время солнцестояний и равноденствий по UTC-0 | Даты и время солнцестояний и равноденствий по UTC-0 | Даты и время солнцестояний и равноденствий по UTC-0 | Даты и время солнцестояний и равноденствий по UTC-0 | Даты и время солнцестояний и равноденствий по UTC-0 | Даты и время солнцестояний и равноденствий по UTC-0 | Даты и время солнцестояний и равноденствий по UTC-0 |
| год                                                 | Весеннее равноденствие Март                         | Весеннее равноденствие Март                         | Летнее солнцестояние Июнь                           | Летнее солнцестояние Июнь                           | Осеннее равноденствие Сентябрь                      | Осеннее равноденствие Сентябрь                      | Зимнее солнцестояние Декабрь                        | Зимнее солнцестояние Декабрь                        |
| год                                                 | число                                               | время                                               | число                                               | время                                               | число                                               | время                                               | число                                               | время                                               |
| --------------------------------------------------- | --------------------------------------------------- | --------------------------------------------------- | --------------------------------------------------- | --------------------------------------------------- | --------------------------------------------------- | --------------------------------------------------- | --------------------------------------------------- | --------------------------------------------------- |
| 2010                                                | 20                                                  | 17:32:13                                            | 21                                                  | 11:28:25                                            | 23                                                  | 03:09:02                                            | 21                                                  | 23:38:28                                            |
| 2011                                                | 20                                                  | 23:20:44                                            | 21                                                  | 17:16:30                                            | 23                                                  | 09:04:38                                            | 22                                                  | 05:30:03                                            |
| 2012                                                | 20                                                  | 05:14:25                                            | 20                                                  | 23:08:49                                            | 22                                                  | 14:48:59                                            | 21                                                  | 11:11:37                                            |
| 2013                                                | 20                                                  | 11:01:55                                            | 21                                                  | 05:03:57                                            | 22                                                  | 20:44:08                                            | 21                                                  | 17:11:00                                            |
| 2014                                                | 20                                                  | 16:57:05                                            | 21                                                  | 10:51:14                                            | 23                                                  | 02:29:05                                            | 21                                                  | 23:03:01                                            |
| 2015                                                | 20                                                  | 22:45:09                                            | 21                                                  | 16:37:55                                            | 23                                                  | 08:20:33                                            | 22                                                  | 04:48:57                                            |
| 2016                                                | 20                                                  | 04:30:11                                            | 20                                                  | 22:34:11                                            | 22                                                  | 14:21:07                                            | 21                                                  | 10:44:10                                            |
| 2017                                                | 20                                                  | 10:28:38                                            | 21                                                  | 04:24:09                                            | 22                                                  | 20:01:48                                            | 21                                                  | 16:27:57                                            |
| 2018                                                | 20                                                  | 16:15:27                                            | 21                                                  | 10:07:18                                            | 23                                                  | 01:54:05                                            | 21                                                  | 22:22:44                                            |
| 2019                                                | 20                                                  | 21:58:25                                            | 21                                                  | 15:54:14                                            | 23                                                  | 07:50:10                                            | 22                                                  | 04:19:25                                            |
| 2020                                                | 20                                                  | 03:49:36                                            | 20                                                  | 21:43:40                                            | 22                                                  | 13:30:38                                            | 21                                                  | 10:02:19                                            |
| 2021                                                | 20                                                  | 09:37:27                                            | 21                                                  | 03:32:08                                            | 22                                                  | 19:21:03                                            | 21                                                  | 15:59:16                                            |
| 2022                                                | 20                                                  | 15:33:23                                            | 21                                                  | 09:13:49                                            | 23                                                  | 01:03:40                                            | 21                                                  | 21:48:10                                            |
| 2023                                                | 20                                                  | 21:24:24                                            | 21                                                  | 14:57:47                                            | 23                                                  | 06:49:56                                            | 22                                                  | 03:27:19                                            |
| 2024                                                | 20                                                  | 03:06:21                                            | 20                                                  | 20:50:56                                            | 22                                                  | 12:43:36                                            | 21                                                  | 09:20:30                                            |
| 2025                                                | 20                                                  | 09:01:25                                            | 21                                                  | 02:42:11                                            | 22                                                  | 18:19:16                                            | 21                                                  | 15:03:01                                            |
| 2026                                                | 20                                                  | 14:45:53                                            | 21                                                  | 08:24:26                                            | 23                                                  | 00:05:08                                            | 21                                                  | 20:50:09                                            |
| 2027                                                | 20                                                  | 20:24:36                                            | 21                                                  | 14:10:45                                            | 23                                                  | 06:01:38                                            | 22                                                  | 02:42:04                                            |
| 2028                                                | 20                                                  | 02:17:02                                            | 20                                                  | 20:01:54                                            | 22                                                  | 11:45:12                                            | 21                                                  | 08:19:33                                            |
| 2029                                                | 20                                                  | 08:01:52                                            | 21                                                  | 01:48:11                                            | 22                                                  | 17:38:23                                            | 21                                                  | 14:13:59                                            |
| 2030                                                | 20                                                  | 13:51:58                                            | 21                                                  | 07:31:11                                            | 22                                                  | 23:26:46                                            | 21                                                  | 20:09:30                                            |
| 2031                                                | 20                                                  | 19:40:51                                            | 21                                                  | 13:17:00                                            | 23                                                  | 05:15:10                                            | 22                                                  | 01:55:25                                            |
| 2032                                                | 20                                                  | 01:21:45                                            | 20                                                  | 19:08:38                                            | 22                                                  | 11:10:44                                            | 21                                                  | 07:55:48                                            |
| 2033                                                | 20                                                  | 07:22:35                                            | 21                                                  | 01:00:59                                            | 22                                                  | 16:51:31                                            | 21                                                  | 13:45:51                                            |
| 2034                                                | 20                                                  | 13:17:20                                            | 21                                                  | 06:44:02                                            | 22                                                  | 22:39:25                                            | 21                                                  | 19:33:50                                            |
| 2035                                                | 20                                                  | 19:02:34                                            | 21                                                  | 12:32:58                                            | 23                                                  | 04:38:46                                            | 22                                                  | 01:30:42                                            |
| 2036                                                | 20                                                  | 01:02:40                                            | 20                                                  | 18:32:03                                            | 22                                                  | 10:23:09                                            | 21                                                  | 07:12:42                                            |
| 2037                                                | 20                                                  | 06:50:05                                            | 21                                                  | 00:22:16                                            | 22                                                  | 16:12:54                                            | 21                                                  | 13:07:33                                            |
| 2038                                                | 20                                                  | 12:40:27                                            | 21                                                  | 06:09:12                                            | 22                                                  | 22:02:05                                            | 21                                                  | 19:02:08                                            |
| 2039                                                | 20                                                  | 18:31:50                                            | 21                                                  | 11:57:14                                            | 23                                                  | 03:49:25                                            | 22                                                  | 00:40:23                                            |
| 2040                                                | 20                                                  | 00:11:29                                            | 20                                                  | 17:46:11                                            | 22                                                  | 09:44:43                                            | 21                                                  | 06:32:38                                            |
| 2041                                                | 20                                                  | 06:06:36                                            | 20                                                  | 23:35:39                                            | 22                                                  | 15:26:21                                            | 21                                                  | 12:18:07                                            |
| 2042                                                | 20                                                  | 11:53:06                                            | 21                                                  | 05:15:38                                            | 22                                                  | 21:11:20                                            | 21                                                  | 18:03:51                                            |
| 2043                                                | 20                                                  | 17:27:34                                            | 21                                                  | 10:58:09                                            | 23                                                  | 03:06:43                                            | 22                                                  | 00:01:01                                            |
| 2044                                                | 19                                                  | 23:20:20                                            | 20                                                  | 16:50:55                                            | 22                                                  | 08:47:39                                            | 21                                                  | 05:43:22                                            |
| 2045                                                | 20                                                  | 05:07:24                                            | 20                                                  | 22:33:41                                            | 22                                                  | 14:32:42                                            | 21                                                  | 11:34:54                                            |
| 2046                                                | 20                                                  | 10:57:38                                            | 21                                                  | 04:14:26                                            | 22                                                  | 20:21:31                                            | 21                                                  | 17:28:16                                            |
| 2047                                                | 20                                                  | 16:52:26                                            | 21                                                  | 10:03:16                                            | 23                                                  | 02:07:52                                            | 21                                                  | 23:07:01                                            |
| 2048                                                | 19                                                  | 22:33:37                                            | 20                                                  | 15:53:43                                            | 22                                                  | 08:00:26                                            | 21                                                  | 05:02:03                                            |
| 2049                                                | 20                                                  | 04:28:24                                            | 20                                                  | 21:47:06                                            | 22                                                  | 13:42:24                                            | 21                                                  | 10:51:57                                            |
| 2050                                                | 20                                                  | 10:19:22                                            | 21                                                  | 03:32:48                                            | 22                                                  | 19:28:18                                            | 21                                                  | 16:38:29                                            |

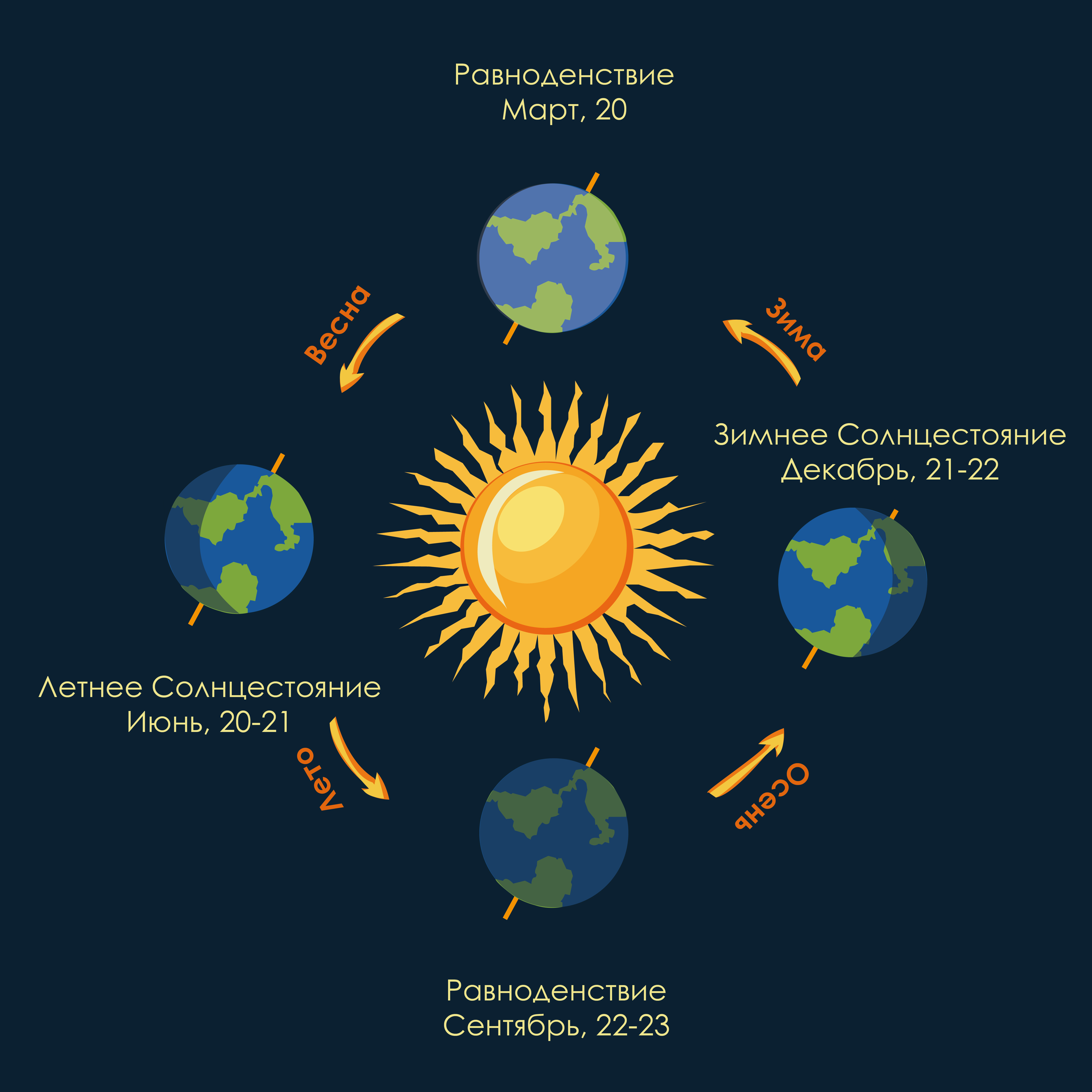

Во время равноденствия (вверху) Солнце освещает Землю точно со стороны экватора. Для сравнения — схема для летнего солнцестояния (внизу).

Равноде́нствие — астрономическое явление, когда центр Солнца в своём видимом движении по эклиптике пересекает небесный экватор.
При наблюдении Земли из космоса в равноденствие терминатор проходит по географическим полюсам Земли и перпендикулярен земному экватору.

## Описание
Различают весеннее и осеннее равноденствие. По всемирному времени (в других часовых поясах эти даты могут отличаться на сутки) в северном полушарии весеннее равноденствие происходит 20 марта, когда Солнце переходит из южного полушария небесной сферы в северное, а осеннее равноденствие происходит 22 или 23 сентября, когда Солнце переходит из северного полушария в южное. В южном полушарии — наоборот, мартовское равноденствие считается осенним, а сентябрьское — весенним.
В дни равноденствия на всей поверхности Земли (исключая районы земных полюсов) день почти равен ночи («почти»: в дни равноденствия на всей поверхности Земли день несколько длиннее ночи; причинами этого являются атмосферная рефракция, которая несколько «приподнимает» солнечный диск для наблюдателя, и тот факт, что долгота дня определяется как разность между моментами захода и восхода Солнца, которые, в свою очередь, определяются по положению верхнего края солнечного диска относительно горизонта, в то время как равноденствие рассматривается относительно центра солнечного диска). Для наблюдателя в средних широтах Солнце, из-за рефракции, в дни равноденствия восходит не точно на востоке, а несколько ближе к повышенному полюсу, то есть в северном полушарии — севернее востока, в южном — южнее, и заходит не точно на западе (с аналогичной оговоркой). Лишь для наблюдателя на экваторе азимут восходящего и заходящего Солнца не искажается рефракцией, для него меняется только момент данного астрономического события (восход наблюдается раньше, заход — позже).
В период, когда в северном полушарии день длиннее ночи, приблизительно от весеннего до осеннего равноденствия, Солнце восходит севернее востока и заходит севернее запада (строго говоря, этот период начинается незадолго до весеннего равноденствия и оканчивается вскоре после осеннего равноденствия), а в период, когда день короче ночи, который продолжается приблизительно от осеннего до весеннего равноденствия, Солнце восходит южнее востока и заходит южнее запада (строго говоря, этот период начинается вскоре после осеннего равноденствия и оканчивается незадолго до весеннего равноденствия).
Вблизи дат равноденствий скорость изменения склонения Солнца наибольшая — около одной угловой минуты в час (~24 угловые минуты в сутки), так как это соответствует пересечениям синусоидой горизонтальной оси (времени), где у неё максимальный наклон. Напротив, около дат солнцестояний склонение Солнца меняется медленно, так как это соответствует вершинам синусоиды, где она почти параллельна оси времени.
Точки пересечения небесного экватора с эклиптикой называются точками равноденствий. Из-за эллиптичности своей орбиты Земля переходит от точки осеннего равноденствия до весеннего скорее, чем от точки весеннего до точки осеннего. Вследствие прецессии земной оси взаимное расположение экватора и эклиптики медленно изменяется; это явление называется предварением равноденствий. За год положение экватора меняется так, что Солнце приходит в точку равноденствия на 20 минут 24 секунды раньше, чем Земля завершает полный оборот по орбите. В результате меняется положение равноденственных точек на небесной сфере. От точки весеннего равноденствия ведётся отсчёт прямых восхождений по небесному экватору, долгот по эклиптике. Определение положения этой фиктивной точки на небесной сфере составляет одну из главных задач практической астрономии. Точки весеннего и осеннего равноденствий обозначаются символами зодиака, соответствующими созвездиям, в которых они находились во времена Гиппарха (в результате предварения равноденствий эти точки сместились и ныне находятся, соответственно, в созвездиях Рыб и Девы): весеннего равноденствия — знаком Овна (♈︎), осеннего равноденствия — знаком Весов (♎︎).
Весеннее и осеннее равноденствия считаются астрономическим началом одноимённых времён года. Промежуток между двумя одноимёнными равноденствиями называется тропическим годом, который и принят для измерения времени. Тропический год составляет приблизительно 365,2422 солнечных суток, поэтому равноденствие приходится на разное время суток, передвигаясь вперёд каждый раз почти на 6 часов. Юлианский год заключает 365¼ суток. Вставной день високосного года возвращает равноденствие на прежнее число года. Но тропический год немного меньше юлианского, и равноденствие в действительности медленно отступает по числам юлианского календаря. В григорианском же летоисчислении вследствие пропуска 3 дней в 400 лет оно почти неподвижно (григорианский год в среднем составляет 365,2425 суток).

## Даты равноденствий и празднования
Современный григорианский календарь сконструирован таким образом, чтобы в долгосрочной перспективе равноденствия выпадали на одни и те же даты. Однако небольшие колебания дат равноденствий имеют место. Самые ранние даты равноденствий приходятся на високосные годы, а самые поздние — на годы перед високосными.
За время существования григорианского календаря рекордно ранние равноденствия случились в 1696 году: 19 марта 15 ч 5 мин — весеннее и 22 сентября 3 ч 8 мин — осеннее; а самые поздние в 1903 году: 21 марта 19 ч 15 мин — весеннее и 24 сентября 5 ч 45 мин — осеннее.
В ближайшие 100 лет самые ранние равноденствия будут в 2096 году: 19 марта 14 ч 7 мин — весеннее и 21 сентября 22 ч 58 мин — осеннее (что на 400 лет станет рекордом ранних равноденствий); а самые поздние в 2103 году 21 марта 6 ч 27 мин — весеннее и 23 сентября 15 ч 28 мин — осеннее.
По замыслу создателей григорианского календаря «официальной» датой весеннего равноденствия является 21 марта (буквально «12-й день до апрельских календ»), так как 21 марта считалось датой весеннего равноденствия, когда в 325 году состоялся Первый Никейский собор, установивший время ежегодного празднования Пасхи христианской церковью в первое воскресенье после первого полнолуния после 21 марта (как дня весеннего равноденствия).
Весеннее равноденствие, летнее солнцестояние и осеннее равноденствие в европейском неоязычестве отмечаются в качестве праздников (остара, лита и мабон, согласно Колесу года). В буддизме во время весеннего и осеннего равноденствия отмечается праздник хиган. День осеннего равноденствия (яп. 秋分の日 сю̄бун-но-хи) также является государственным праздником Японии.
Последний раз в XXI веке весеннее равноденствие выпадало на 21 марта в 2007 году, впоследствии в этом веке будет выпадать на 20 марта или даже на 19 марта.

## Народы и религии, у которых Новый год начинается в равноденствие

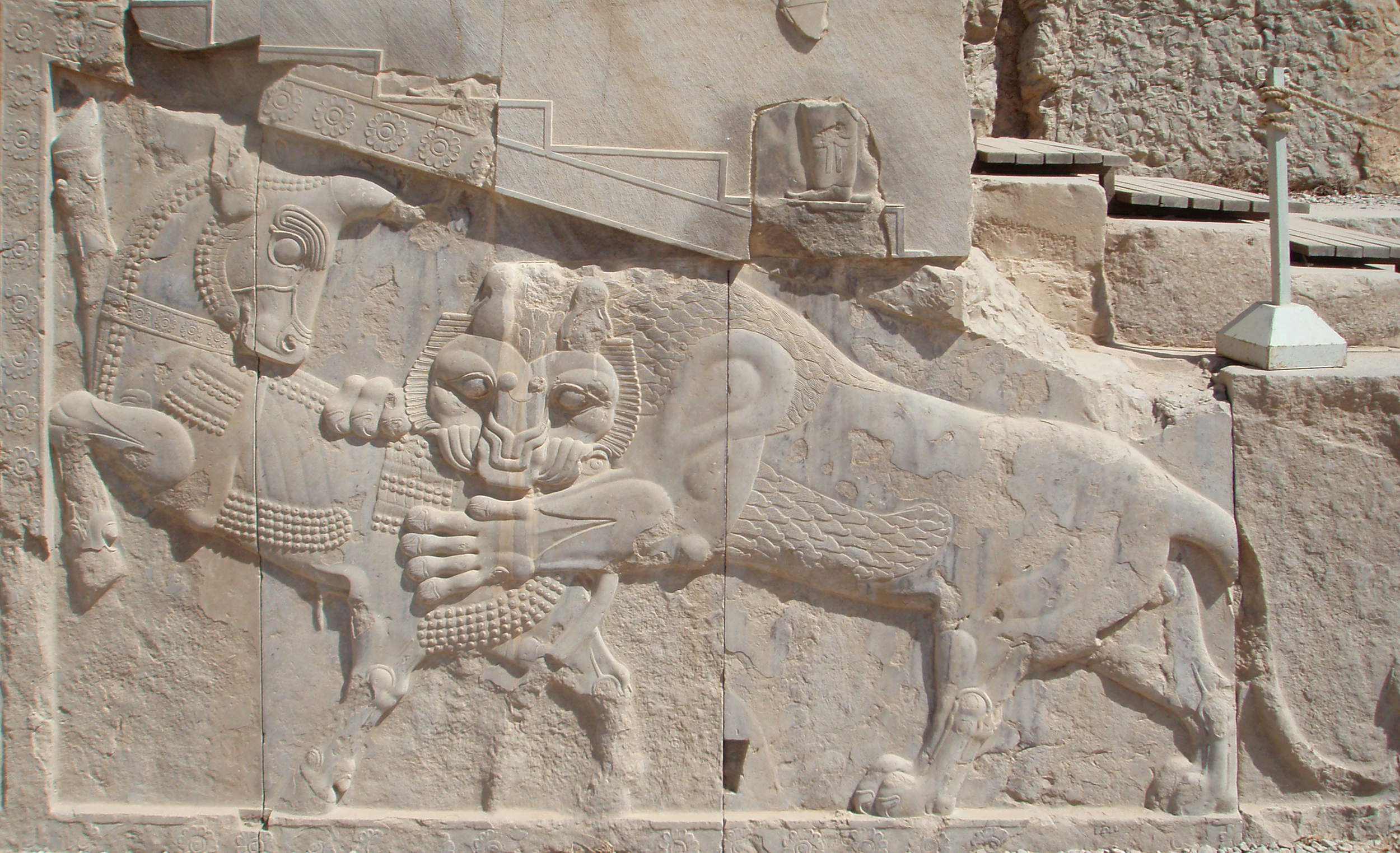
Барельеф в Персеполе, изображающий борьбу льва и быка. По одной из версий — символ Новруза: в день весеннего равноденствия силы извечно борющихся быка, олицетворяющего Землю, и льва, олицетворяющего Солнце, равны

Народы и религии, у которых Новый год начинается в равноденствие:
- Иранцы
- Афганцы
- Таджики
- Узбеки
- Уйгуры
- Киргизы[источник?]
- Бахаи
- Азербайджанцы
- Казахи[источник?]
- Индийцы
- Славяне (до введения христианства)[19]
- Турки
- Французы (1793-1805)
- Кельты[источник?]

## Солнечная засветка антенн земных станций
Солнечная засветка антенн земных станций — зашумление радиосигнала, принимаемого со спутника связи, в результате смешения полезного радиосигнала с излучением Солнца при приближении последнего к оси «антенна — спутник».
Солнечная засветка активно проявляется два раза в год в период 3,5 недель, окружающих дни весеннего и осеннего равноденствия, когда Солнце пересекает небесный экватор, рядом с которым находится «пояс Кларка» со спутниками связи, двигающимися по геостационарной орбите.